# 矢上裕
矢上裕（1969年7月11日—），日本漫畫家、空手道運動員。出身於兵庫縣尼崎市。也是空手道拳道會所屬會員。喜歡咖哩得名。

## 人物簡介
大阪產業大學退學後前往東京。曾擔任衣谷遊的助手。1991年，連載《矢上樂園日曆》刊登在《Comic Conp》出道。
之後轉往《月刊電擊Comic Gao！》開始連載《妖精狩獵者》然後被改編成動畫。2006年《一擊必活》連載終了後，轉往《週刊少年Champion》和《Comic CHARGE》繼續發表其它作品。
2011年參加空手道拳道會第25屆全國選手權名人組獲得優勝。

## 漫畫
| 妖精狩獵者        |                     | 月刊電擊Comic Gao！    | 1994年－2002年 | 全22冊       | 1996年至1997年曾播出2季電視動畫                          |
| 妖精狩獵者Returns |                     | 月刊電擊Comic Gao！    | 2007年－2008年 | 全1冊        | 《妖精狩獵者》續篇                                       |
| 妖精狩獵者2       |                     | COMIC Meteor           | 2013年－2018年 | 全10冊       | 《妖精狩獵者》續篇                                       |
|                   |                     | 月刊電擊Comic Gao！    | 1997年         | 全1冊        | 短篇集                                                   |
| 矢上樂園日曆      |                     | 月刊電擊Comic Gao！    | 1998年         | 全1冊        | 短篇集                                                   |
| 急救超人兵團      |                     | 電擊Animation Magazine | 2000年－2001年 | 全3冊        | 小說漫畫化作品 阿智太郎原作 2003年7月至9月曾播出電視動畫 |
| 急救超人兵團      | 月刊電擊Comic Gao！ | 2003年－2004年         |                | 全3冊        | 小說漫畫化作品 阿智太郎原作 2003年7月至9月曾播出電視動畫 |
| Go West！         | Go West！           | 2002年－2004年         | 全4冊          |              |                                                          |
| 一擊必活          | 月刊電擊Comic Gao！ |                        | 2005年－2006年 | 全3冊        | 台灣角川代理                                             |
| 紅色閃電          |                     | 週刊少年Champion       | 2007年         | 短期集中刊載 |                                                          |
| 打擊女醫沙織      |                     | Comic CHARGE           | 2008年－2009年 | 全2冊        | 長鴻出版社代理 2010年拍攝真人版                          |
| 鳳蝶追捕者        |                     | Young Ace              | 2009年－2010年 | 全4冊        |                                                          |
|                   |                     | FlexComix NEXT         | 2011年－2012年 | 全3冊        |                                                          |
| 魔術士歐菲 無謀篇 |                     | comic CORONA           | 2018年－2021年 | 全6冊        | 小說漫畫化作品 原作：秋田禎信/角色原案：草河遊也         |

## 其它作品
- 阿智太郎（日语：阿智太郎）《急救超人兵團》（電擊文庫刊，1999年－2003年，全6冊）插圖
- 網路動畫《♡》（BeeTV，2009年－2010年）劇情、人物原案（與連名）
- 日日日、佐倉花摘（日语：佐倉はなつみ）《大奧之櫻》（Fami通Comic Clear（日语：コミッククリア）連載，2013年－2014年，全2冊）漫畫化構成／東立出版社代理
- 戀愛暴君（2017年）第6話片尾插圖

## 外部連結
- 矢上裕的X（前Twitter） （日語）